# Svatý Kříž (Panenské ostrovy)
Svatý Kříž (anglicky: Saint Croix) je ostrov v Malých Antilách, který patří k nezačleněnému území USA Americké Panenské ostrovy. Má rozlohu 220 km² a je největším ze všech Panenských ostrovů. Žije na něm okolo 41 000 obyvatel, hovořících kreolským dialektem Crucian. Největšími městy jsou Christiansted a Frederiksted. Nejvyšším vrcholem je Mount Eagle (350 m n. m.). Mys Point Udall je nejvýchodnějším bodem USA.
Na ostrově přistál 14. listopadu 1493 Kryštof Kolumbus a nazval ho Santa Cruz (Svatý kříž). S místními Kariby svedl bitvu na Cabo de la Flecha, která byla prvním známým konfliktem mezi Evropany a původními obyvateli Ameriky. V roce 1651 zde Francouzi zřídili kolonii, kterou spravoval Maltézský řád. V letech 1733–1917 byl ostrov dánskou državou, pak byl odkoupen Spojenými státy. Vyrůstal zde Alexander Hamilton. V roce 1878 vypuklo velké povstání zemědělských dělníků.

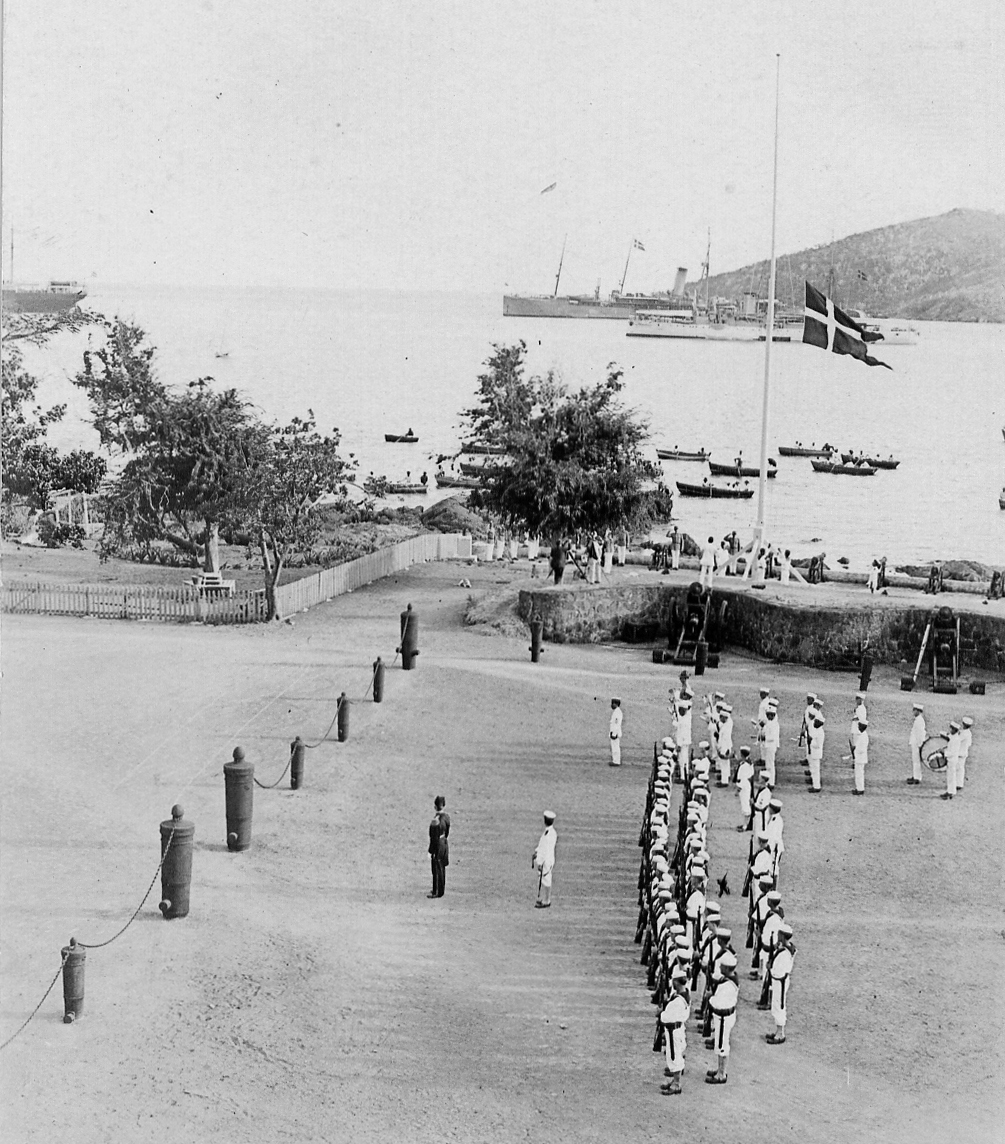
Dannebrog je naposledy spuštěn na guvernérovo sídlo (31. března 1917)

Většina obyvatel vyznává protestantismus, Saint Croix je známý jako „země kostelů“ (nachází se jich zde okolo sto padesáti). Hlavními obory ekonomiky jsou pěstování cukrové třtiny, zpracování ropy a hliníku a turistika. Historickou a přírodní památkou je Salt River Bay, proslulá výskytem bioluminiscence. Na ostrově se nachází mezinárodní letiště Henryho E. Rohlsena.

## Rodáci
- Tim Duncan, basketbalista